# Treron zielonolicy
Treron zielonolicy (Treron bicinctus) – gatunek średniej wielkości ptaka z rodziny gołębiowatych (Columbidae). Osiadły z wyjątkiem lokalnych wędrówek. Zamieszkuje południową i południowo-wschodnią Azję.

## Systematyka
Thomas Caverhill Jerdon opisał ten gatunek po raz pierwszy w roku 1840 jako Vinago bicinctus (obecnie Treron bicinctus). Ptak został zaobserwowany w dżungli niedaleko wybrzeża na południu miasta Thalassery.
Za najbliżej spokrewniony takson uznaje się trerona różowoszyjego (Treron vernans). 
Rozróżnianie podgatunków trerona zielonolicego jest niejednoznaczną kwestią ze względu na to, że różnice w wyglądzie ich upierzenia oraz rozmiarach ciał są niewielkie. Poza podgatunkiem nominatywnym wymieniane są T. b. leggei, T. b. domvilii oraz T. b. javanus. 
| Wyróżniane podgatunki                | Wyróżniane podgatunki |
| ------------------------------------ | --- |
| T. b. bicinctus (Jerdon, 1840)       | Podgatunek nominatywny. Występuje w Azji. |
| T. b. leggei Hartert, 1910           | Mniejszy niż T. b. bicinctus. Górne partie ciała ciemniejsze, z brązowawym odcieniem. Na karkach szaroniebieskie upierzenie zajmuje większy obszar niż w przypadku podgatunku nominatywnego. Skrzydło długości 14,1–15,0 cm. Występuje na Sri Lance. |
| T. b. domvilii (Swinhoe, 1870)       | Podobny do podgatunku nominatywnego, ale różany pasek na piersi pojawia się również na bokach pomarańczowego obszaru poniżej. Brzuch i gardło ciemniejsze. Skrzydło długości 15,5–16,2 cm. Występuje na wyspie Hajnan.                               |
| T. b. javanus Robinson & Kloss, 1923 | Podobny do T. b. domvilii, ale z mniejszym obszarem szaroniebieskiego na karku. Skrzydło długości 15,0–15,8 cm. Występuje na Jawie i Bali. |

### Etymologia nazwy naukowej
Treron: gr. τρηρων trērōn, τρηρωνος trērōnos – gołąb (τρεω treō – “uciekać w strachu”); bicinctus: łac. bi- – „o dwóch”, „dwu-”; cinctus – „opasany”, „pręgowany” (cingere – „okrążać”, „otaczać”).

## Charakterystyka

### Wygląd zewnętrzny
Dorosły samiec: tęczówki czerwone lub różowe, z niebieskim lub fioletowym pierścieniem. Niebieskofioletowa skóra przy oczodołach. Podstawa dzioba i woskówka niebieskie lub zielonkawe. Końcówka dzioba biaława z zielonym albo niebieskim odcieniem. Szczyt głowy, czoło i kantarek jasnozielone. Żuchwa, gardło i pokrywy uszne limonkowe, stopniowo ściemniające się ku bokom szyi. Górna część piersi o różanej barwie. Poniżej duży obszar pomarańczowego upierzenia. Brzuch żółtawozielony, ciemniejszy na bokach. Podbrzusze i pióra okrywające goleń żółte. Kark i przestrzeń za nim niebieskawoszare, przechodzące w oliwkowy na wierzchniej części ciała i barkówkach. Małe pokrywy skrzydłowe również oliwkowe, ale jaśniejsze. Średnie pokrywy skrzydłowe zielone z żółtymi końcówkami. Duże pokrywy skrzydłowe czarne z zielonkawym odcieniem. Żółte zakończenia na lotkach, wąskie i jasne na pierwszorzędowych. Lotki pierwszo- i drugorzędowe czarne, trzeciorzędowe oliwkowe. Skrzydła od spodu ciemnoszare. Kuper i grzbiet zielone. Pokrywy nadogonowe brązowozielone. Górna część ogona popielata. Obecne dwa szerokie paski – czarny blisko końca ogona i ciemnoszary na samym zakończeniu. Pokrywy podogonowe czerwonawe z płowożółtymi brzegami. Spód ogona czarny z popielatym paskiem na końcu.
Dorosła samica: podobna do samca. Różnicę stanowi niebieskawoszara część upierzenia na karku i mniej intensywne kolory za nim. Pierś jasnozielona, bez różowych i pomarańczowych elementów.
Młody osobnik: podobny do samicy, ale z jeszcze mniej wyrazistymi barwami. Zakończenia barkówek, mniejszych pokryw skrzydłowych i lotek trzeciorzędowych brązowawe. Ogon ciemniejszy niż u dorosłych osobników, przez co czarna obrączka na nim nie jest widoczna, jednak popielaty pasek na samym końcu nadal zauważalny.

### Rozmiary
- ciało: 25,8–28,5 cm (samiec); 24,7–28,0 (samica)
- skrzydło: 15,1–16,2 cm (samiec);
- ogon: 7,7–9,2 cm
- dziób: 1,6–1,8 cm
- skok: 1,8–2,1 cm
- masa ciała: 142–198 g[4]

## Środowisko i zasięg występowania

### Habitat
Zamieszkuje tereny zalesione. Preferuje lasy liściaste, nadmorskie albo rosnące przy rzekach, rzadziej lasy deszczowe. Obserwowany głównie na nizinach.

### Zasięg występowania
Sri Lanka, Bangladesz, Mjanma, Kambodża, południowy Laos, część Malezji leżąca na Półwyspie Malajskim, Jawa, Bali, Indie poza północno-zachodnimi partiami, Nepal, Tajlandia (półwysep, południowy wschód, południowy zachód i północny wschód), południowa i wschodnia część Wietnamu, chińska wyspa Hajnan. 

## Pożywienie
Owoce spożywane bezpośrednio z drzew i krzewów. Do jego diety zaliczają się gujawy, daktyle, figi, owoce lantany i cynamonowca.

## Tryb życia i zachowanie
Okresy największej aktywności przypadają na godziny poranne i wieczorne. Trerony zielonolice spotykane są w parach lub w niewielkich stadach, często widywane z innymi ptakami żywiącymi się owocami. Aby dosięgnąć owocu rosnącego na drzewie, mogą zawisnąć na gałęzi do góry nogami. W przypadku zagrożenia zastygają w bezruchu. Gatunek osiadły z wyjątkiem lokalnych wędrówek w zależności od pór roku, które wpływają na dostępność pożywienia.

### Głos
Śpiew rozpoczyna się od przedłużonego gwizdu, później następuje seria szybszych dźwięków i dwa lub więcej ochrypłych odgłosów zapisywanych jako ko-WRRROOOK, koWRRROOOK, ko-WRRROOOK lub kreeeew-kreeeew-kreeew. 

## Rozród

### Okres godowy
Toki: charakterystyczne dla treronów pokazowe machanie ogonem.
Habitat: gniazda powstają na drzewach lub dużych krzewach, na wysokości 2–8 metrów nad ziemią.
Gniazdo: lekka konstrukcja z gałązek budowana przez samca i samicę.

### Okres lęgowy
Jaja: białe, dwa w lęgu.
Wysiadywanie: samiec i samica wysiadują jaja przez 12–14 dni.
W Indiach lęgi obserwowane od marca do sierpnia, ze szczytem aktywności przypadającym na czas od kwietnia do czerwca. Na Sri Lance lęgi pojawiają się przez cały rok, a najintensywniejszy okres ma miejsce w grudniu. 
Pisklęta: oboje rodziców karmi młode w czasie pobytu w gnieździe i przez krótki czas po opierzeniu.

## Status
Międzynarodowa Unia Ochrony Przyrody (IUCN) uznaje trerona zielonolicego za gatunek najmniejszej troski (LC – Least Concern) nieprzerwanie od 1988 roku. Trend liczebności populacji uznaje się za spadkowy.